# Гайзервальд
Гайзервальд (нем. Gaiserwald) — коммуна в Швейцарии, в кантоне Санкт-Галлен.
Входит в состав округа Санкт-Галлен. Население составляет 8055 человек (на 31 декабря 2006 года). Официальный код — 3442.